# 福克索夫艾維 (北卡羅萊納州)
福克索夫艾維（英語：Forks of Ivy）是位於美國北卡羅萊納州班康縣的非建制地區。

## 地理
福克索夫艾維所處的海拔為高於海平面599米（即1965英呎），而該地所採用的時區為UTC-5，即北美东部时区（EST）。同時該地設有夏令時間，為UTC-5調快一小時，即UTC-4（EDT）。